# Бой при мысе Чаграе
Бой при мысе Чаграе 25 июля (6 августа) 1870 года в Уральской области (ныне Западный Казахстан), произошедший в ходе усмирения Адайского восстания между 20-ю казаками и несколькими сотнями Адайских повстанцев.

## Предпосылки
В 1870 году на полуострове Мангышлак вспыхнуло крупное восстание местного племени Адай. Прибывшие для его подавления части Кавказского военного округа нанесли повстанцам ряд поражений, и значительная часть Адайцев направилась в степи, находившиеся в пределах Уральской области.
19 апреля против повстанцев из Эмбенского поста в степь выступил отряд, состоявший из 1-й роты 18-го стрелкового и 1-й роты Оренбургского линейного батальонов, Оренбургской казачьей сотни и 4-го взвода № 8 батареи, под общим начальством полковника графа Ю. А. Борха. Отряд остановился близ урочища Орженец, откуда его действия ограничивались лёгкими рекогносцировками, в результате которых у адаевцев было отбито до 10 000 овец, часть из которых пришлось бросить. Повстанцы, в свою очередь, избегали прямых столкновений с русским отрядом и при его появлении уходили в глубь степи. В мае начальство над отрядом принял подполковник Байков.
В июле корм для лошадей и верблюдов в лагере стал истощаться и, ввиду этого, было принято решение возвращаться на Эмбенский пост. Однако перевозочных средств для транспортировки всего провианта не хватало и Байков, нагрузив сколько можно груза и оставив в Орженце 4-й взвод артиллерии при двух орудиях и роту стрелкового батальона, под началом капитана Тетгрена, 21 июля выступил из него с остальной частью отряда. Через два дня он дошёл до высохшего, но изобиловавшего родниками и кормовой растительностью озера Чушка-куль, где стал на бивак.
Между тем, на протяжении всего движения русского отряда и его стоянок, за ним скрытно вели наблюдение повстанцы. Через находившихся при отряде верблюдовожатых они получали сведения обо всём, что в нём происходило, а также о планах Байкова. В ночь на 23, а затем и 24 июля они произвели нападения на часть отряда, остававшегося в лагере в Орженце, но оба раза были отбиты. В колонне Байкова, соответственно, об этом ничего не знали, и по прибытии в Чушка-куль, он дав отдохнуть людям, направил команду со 135 вьючными верблюдами за остальным грузом в Орженец.

## Силы сторон

### Русский конвой
В состав команды вошли 13 донских казачьих артиллеристов, 2 уральских и 3 оренбургских казака, а также переводчик Зарых Халилов (уральский казак «из татар»). 6 уральских и оренбургских казаков были вооружены ружьями, а остальные 14 донских артиллеристов — гладкоствольными пистолетами и тульскими шашками. Всего в отряде в наличие имелось не более 200 патронов.
Кроме начальника команды фейерверкера Коржова, зачисленного в Донскую № 8 батарею в 1858 году, все остальные артиллеристы были зачислены в неё из «малолетков» менее года назад и боевого опыта ранее не имели.
| Донские - Коржов, Аникий Фёдорович - Волошенков, Дементий (станица Верхнекундрюченская) - Караташёв, Егор (станица Мелиховская) - Богомазов, Федот (станица Мелиховская) - Киреев, Константин (станица Мелиховская) - Ерофеев, Василий (станица Калитвенская) - Чеботарёв, Алексей (станица Кривянская) - Кружилин, Иван (станица Кривянская) - Калмыков, Авдей (станица Усть-Хопёрская) - Пономарёв, Степан (станица Усть-Хопёрская) - Куликов, Иван (станица Усть-Хопёрская) - Сафронов, Ефим (станица Вёшенская) - Моисеев, Алексей (станица Вёшенская) - Косоножкин, Никифор (станица Вёшенская) | Уральские - Любимов, Пётр - Соколов - Халилов, Зарых Оренбургские Фамилии и имена трёх оренбургских казаков не выяснены. |

### Адаевские повстанцы
Руководил повстанцами, напавшими на конвой, бий Азберген Мунайтпасов (брат Есета Котибарова, получившего в 1869 году должность помощника иргизского уездного начальника). Изначальная их численность была около 150 человек. Позже, по свидетельству Коржова, к ним присоединилась таким же числом новая партия, а затем третья — более 500 человек. Другие источники, не упоминая о второй партии, сообщают, что численность последней доходила до 600 человек.
Среди повстанцев также находились хивинцы, которые заметно отличались одеждой и вооружением, гораздо лучшим, чем у адаевцев.
У части повстанцев было огнестрельное оружие разных калибров и достоинств, среди которых гладкоствольные шестилинейные винтовки с ударно-кремнёвыми замками русского производства, охотничьи дробовики, двустволки, фитильные ружья и нарезные штуцера. Некоторые имели пистолеты. Бо́льшая же их часть была вооружена холодным оружием, таким как шашки и разной длины пики. Последние имели железные наконечники с насаженными под них ножами или заострёнными металлическими полосками наружу и достигали длины более 3,5 метров.

## Бой

### Первое столкновение
Рано утром 24 июля команда из 20 казаков со 135 вьючными верблюдами под начальством фейерверкера Аникия Фёдоровича Коржова выступила из Чушка-куля. С ними также направлялись вожаками 13 верблюдовожатых из «мирных» адаевцев. Пройдя в тот день почти половину пути (около 30 вёрст), команда заночевала у речки Чегана, а с восходом солнца около 5 часов утра следующего дня продолжила путь.
Пройдя около 10 вёрст, команда к 9 часам утра вышла мысу Чаграю, представлявшему собой крутой и скалистый выступ Мугоджарских отрогов. До Орженца оставалось около 25 вёрст. В это время впереди показалась группа всадников числом около 150 человек, которая неслась прямо на конвой. Убедившись, что это адаевцы, команда уложила верблюдов и, укрывшись за ними, заняла оборону. Повстанцы, тем временем приостановились и Коржов приказал поднять верблюдов, чтобы придвинуться к находившейся в полторы весте от них речке, чтобы, в случае длительной блокады отряда, не остаться в жаркую погоду без воды. Однако как только верблюды были подняты, повстанцы вновь устремились на команду, и Коржов вновь распорядился занять оборону.
Верблюды были уложены в каре в пять рядов. При этом расположены они были в шахматном порядке, так, чтобы верблюд следующего ряда перекрывал пространство между двумя передними. Для того, чтобы они не могли подняться, арканы привязывали к одной ноге и, перекинув через плечо, вязали к другой. Плюс к этому, верблюды были перевязаны и между собой. Сбатованных лошадей разместили в середине каре. Сами казаки залегли между 4-м и 5-м рядами.
Пока команда подготавливалась к обороне, повстанцы, разделившись на две группы, продолжали придвигаться ближе. Остановившись в 400 шагах от каре с фронта и слева от него, они открыли огонь. Коржов, ввиду ограниченного числа патронов, отдал распоряжение стрелять только в случае приближения противника не более, чем на 50 шагов и только в том случае, если он будет скакать не мимо, а именно на каре. Повстанцы, продолжая вести огонь, начали подходить ближе и, при приближении на 50 шагов двое повстанцев были подстрелены, один из которых, предположительно, был предводителем. Подобрав своих раненных, адаевцы отступили. Казаки произвели ещё несколько выстрелов, и после очередных потерь, повстанцы отошли за курган.

### Посылка гонца
На военном совете было принято решение послать в Орженец гонца с известием о нападении на конвой. Гонцом, с его согласия, был выбран казак Волошенков, имевший самую быструю лошадь. С ним также направлялся один из верблюдовожатых, посаженный на лошадь казака Киреева.
Как только Волошенков с вожатым выскочили из каре, повстанцы тут же устремились за ними в погоню. Однако курган, за которым стояли адаевцы, находился на противоположной стороне пути и, чтобы начать преследование гонцов и не попасть под огонь русского отряда, им пришлось за пол версты обойти каре. Это обстоятельство сыграло на пользу команде, так как дало гонцам некоторое преимущество во времени. Тем не менее, вожатый по какой-то причине повернул коня и поскакал обратно к каре. Повстанцы направились ему на перерез и стали гоняться за ним. Это позволило Волошенкову значительно отдалиться от погони. Поймав вожатого, повстанцы продолжили погоню за Волошенковым, но, значительно отстав, через 5 вёрст прекратили преследование.
Проскакав от мыса Чаграя около 10 вёрст, Волошенков наткнулся на адаевский пикет из 3 человек, ведший наблюдение за лагерем в Орженце. Первому вновь пришлось уходить от погони, но уже на изрядно измотанной лошади. Когда адаевцы стали настигать Волошникова, он принялся в них стрелять из пистолета, и после того как один из преследователей повис на своей лошади, адаевцы, подхватив своего товарища под руки, прекратили преследование.
По прибытии Волошенкова в Орженец, оттуда сразу на помощь команде были высланы два взвода стрелков (55 чел.) под началом прапорщика Живарёва и орудие под началом сотника Фомина. Последние догнали стрелков уже на ходу (такие же силы оставались и в лагере). Солдаты на марш-броске следовали беглым шагом. Более уставших по очереди сажали на лафет орудия или на артиллерийских лошадей. С ними на свежей лошади следовал и казак Волошенков.

### Штурм каре
Как только повстанцы вернулись с погони, они тут же с расстояния одной версты открыли по русской команде ружейный огонь. Вооружённые тяжёлыми фитильными ружьями спешивались, чтобы ставить их на подсошники. Не причинив особого вреда команде, так как их выстрелы не долетали или перелетали каре, повстанцы вновь скрылись за курганом.
Спустя два часа из-за гор показалась новая партия повстанцев численностью в 500—600 человек, а чуть позже и два всадника со стороны Орженца, предположительно пикетировавших близ него и спешивших сообщить, что к русским уже идёт подмога. После этого вся масса повстанцев тут же устремилась на каре. Окружив его со всех сторон, они предложили казакам сдаться, обещая в этом случае оставить их в живых. Переводчик казак Халилов ответил им отказом. Тогда адаевцы предложили ему, как своему единоверцу, перейти на их сторону. Халилов ответил: «И тогда не перейду, когда у нас будет кровь по колено!». После этого повстанцы открыли беспорядочную стрельбу. Казаки были достаточно хорошо защищены от выстрелов, но изрядно доставалось лошадям, многие из которых, скача по верблюдам, вырвались из каре и были захвачены адаевцами. Видя, что от выстрелов страдают не казаки, а лошади, повстанцы отошли назад, но их пули теперь стали перелетать через каре и наносить урон своим же. Заметив это, они сгруппировались с одной стороны.
Вооружённые огнестрельным оружием повстанцы продолжили вести стрельбу с коня, а вооружённые пиками спешились и, разделившись на две колонны человек по 200 в каждой, пошли на штурм каре. В это же время бывшие при команде верблюдовожатые перебежали к повстанцам. Последние большей частью, выставив пики, останавливались перед первым рядом верблюдов. Казаки в свою очередь принялись вырывать «неуклюже» маячащие из за первого ряда пики. Изрядно порезав и исколов руки, они сумели выхватить более 70 пик. Более короткие пики повстанцы метали в каре.
Вскоре они поодиночке, а затем и группами стали лезть в каре, в результате чего в нём завязалась ожесточённая рукопашная схватка. В ход шли шашки, обломки пик и всё, что было под рукой. Орудовали кулаками. Казаков хватали за волосы, а последние, ввиду того, что у адаевцев как правило головы были бритые, хватали противника за бороды. На многих адаевцах была надета кольчуга, об которую у казаков гнулись шашки и последним приходилось целить по их незащищённым частям тела. Павших повстанцев сменяли новые, казаки же от беспрерывного сопротивления постепенно теряли силы и также несли потери. Некоторую передышку они получали, когда адаевцы выносили из каре своих убитых и раненных товарищей. Вскоре они, не имея должного успеха в штурме, принялись разрезать связывавшие верблюдов верёвки. Чтобы предотвратить это, казаки взяв выхваченные ранее у повстанцев пики, сами продвинулись вперёд. Тем не менее несколько верблюдов последним удалось освободить, образовав на одном из участков некий проход.
Между тем, повстанцы заметили, что Коржов отдаёт распоряжения и принялись больше целить в него. Из его рук были выбиты две пики, а когда он потянулся за третьей, конный повстанец метнул в Коржова дротик, который со спины пробил ему лёгкое. Тем не менее последний, держа в одной руке шашку, а в другой пику, продолжал насколько мог обороняться и руководить обороной, но вскоре получил пулевое ранение в правую руку и упал на землю. К тому времени уже двое казаков были убиты, а все остальные, за исключением одного, имели ранения различной степени тяжести. Тем не менее, кто насколько мог продолжал обороняться, но активность сопротивления их снижалась на глазах.

### Прибытие помощи
Проделав из Орженца марш-бросок в 25 вёрст за 3 ½ часа, два взвода стрелков с орудием подошли к мысу Чаграю. Увидев приближение свежих сил противника, повстанцы в определённый момент отхлынули от каре. Некоторое время оборонявшиеся казаки сомневались, в том что то идёт к ним помощь, предполагая, что это может быть и новая партия неприятеля. Но после последовавшего с той стороны орудийного выстрела, сомнения были отброшены. Группа конных повстанцев в последний раз бросилась на каре, но казаки уже, не жалея патронов, дали залп, и адаевцы, понеся очередные потери, окончательно отхлынули от каре.
Относительно невредимым из всей команды Коржова оставался только казак Киреев. Все остальные были убиты или ранены. Одни просили пить, другие, мучаясь от боли, просили не тревожить их, а некоторые умоляли добить их. Стрелки спешно принялись перевязывать раненых, используя при этом свои рубашки. Сам Коржов, потерявший много крови, был уже не в состоянии что-то говорить. Подняв верблюдов, солдаты устроили на них носилки, куда погрузили убитых и раненных, после чего направились в Орженец.

## Потери
Потери команды Коржова составили тогда: 2 убитых и 17 раненных, из которых 7 находились в тяжёлом бессознательном состоянии. Трое из них умерли на третий день.
Потери повстанцев остались неизвестны, так как кроме раненных, по устоявшемуся у адаевцев обычаю, они сразу вытаскивали с места боя и своих убитых товарищей.

## Награды
За бой при мысе Чаграе Высочайшим приказом Коржов был произведён в офицерский чин хорунжего и награждён знаком отличия Военного ордена 2-й степени. Волошенков награждён чином урядника и знаком отличия Военного ордена 3-й степени. Все остальные оставшиеся в живых были награждены знаком отличия Военного ордена 4-й степени.